# Ludwig Zehetner
Ludwig Zehetner (Frisinga, 16 marzo 1939) è uno scrittore, educatore e dialettologo tedesco.

## Biografia
Ludwig Zehetner è nato e cresciuto a Frisinga, in Alta Baviera. Nel 1958, dopo l'esame di maturità, intraprese gli studi di tedesco e inglese all'Università Ludwig Maximilian di Monaco e all'Università di Southampton. Nel 1963 sostenne il primo esame di stato per l'insegnamento nei licei e quattro anni più tardi il secondo. Dal 1963 al 1965 lavorò per la Commissione per la Dialettologia (Kommission für Mundartforschung) all'Accademia bavarese delle Scienze (Bayerische Akademie der Wissenschaften).
Nel 1967 Zehetner si trasferì per un anno negli USA, dove lavorò in qualità di docente della lingua tedesca alla Università del Kansas a Lawrence, oltre che al General Staff and Command College a Fort Leavenworth. Dal 1968 al 2002 insegnò tedesco e inglese al Liceo musicale Domspatzen a Ratisbona (Musikgymnasium der Regensburger Domspatzen) (dal 1970 come impiegato statale a vita), del quale diventò vicepreside nel 1988. Nel 1977 Ludwig Zehetner intraprese il dottorato; un anno dopo ottenne il primo incarico di docente all'Università di Ratisbona, della quale è professore onorario di Dialettologia bavarese dal 1999.
Ludwig Zehetner è uno degli esperti di dialetto bavarese più rinomati in assoluto. Ha pubblicato numerosi libri, articoli, riviste e altri lavori scritti. Nel 2002 ha condotto una propria serie per la radio privata Radio Melodie, di cui nel 2005 uscirono nuove puntate. Anche in televisione Zehetner appare spesso in qualità di esperto. Nel 2004 ha partecipato come membro della giuria in occasione della campagna Mein liebstes bayrisches Wort ("la mia parola bavarese preferita"), organizzata dal Landesverein für Heimatpflege e dall'emittente radiotelevisiva Bayerischer Rundfunk. Il vocabolario di Zehetner Bairisches Deutsch. Lexikon der deutschen Sprache in Altbayern venne pubblicato nel 1997; nel 2005 ne uscì un'edizione rivista e ampliata e nel 2014 l'attuale nuova edizione.
Attualmente Zehetner recita nel teatro Turmtheater Regensburg e in diversi teatri a Monaco, dove ricopre il ruolo principale nell'opera teatrale Mei Fähr Lady, scritta e diretta dal dialettologo e scrittore bavarese Joseph Berlinger. Nell'opera, Zehetner recita se stesso, un dialettologo che tiene lezioni di lingua per non-bavaresi (un'allusione al personaggio Professor Higgins del musical My Fair Lady nella versione originale di George Bernard Shaw). L'anteprima fu mostrata il 28 ottobre 2011. Nel periodo fino al novembre 2014, l'opera è andata in scena 146 volte, sbancando sempre al botteghino.

## Onorificenze e riconoscimenti
- 2012: Nordgaupreis des Oberpfälzer Kulturbundes nella categoria „Heimatpflege“.

## Opere
- Dialekt/Hochsprache kontrastiv. Sprachhefte für den Deutschunterricht. Bairisch. Düsseldorf 1977 (Pädagogischer Verlag Schwann)
- Die Mundart der Hallertau, Marburg (Lahn) 1978 (Elwert)
- Das bairische Dialektbuch, München 1985 (C.H. Beck)
- Bairisches Deutsch – Lexikon der Deutschen Sprache in Altbayern, München 1997 (Hugendubel), Neuauflagen 1998 (Hugendubel) und Regensburg 2005 (Edition Vulpes), Regensburg 2013 (Edition Vulpes)
- Bayerns Mundarten (37 Dialektproben auf MC mit Kommentaren), München 1991
- Bairisch in Bayern, Österreich, Tschechien. Michael-Kollmer-Gedächtnis-Symposium 2002 (Hrsg.), Regensburg 2002 (Edition Vulpes)
- "Domspatzen sehen alle aus, als ob sie Wolfgang hießen ..." - Eine Studie zu den Rufnamen der Schüler des Musikgymnasiums in: Festschrift 50 Jahre Musikgymnasium der Regensburger Domspatzen, Regensburg 1998
- Regensburger Dialektforum Bd. 1 ff., Regensburg 2002 ff. (Reihenherausgeber zusammen mit Rupert Hochholzer)
- Basst scho! Wörter und Wendungen aus den Dialekten und der regionalen Hochsprache in Altbayern, Regensburg 2009, 2010, 2011 (Edition Vulpes) (finora 3 volumi)